# Cystisella elegantula
Cystisella elegantula is een mosdiertjessoort uit de familie van de Bryocryptellidae. De wetenschappelijke naam van de soort werd in 1851 voor het eerst geldig gepubliceerd door Alcide d'Orbigny.